# Кальчинато
Кальчинато (італ. Calcinato) — муніципалітет в Італії, у регіоні Ломбардія, провінція Брешія.
Кальчинато розташоване на відстані близько 430 км на північний захід від Рима, 100 км на схід від Мілана, 17 км на південний схід від Брешії.
Населення — 12 861 особа (2014).
Щорічний фестиваль відбувається 22 січня. Покровитель — San Vincenzo.

## Демографія
Населення за роками:

Станом на 1 січня 2023 року в муніципалітеті офіційно проживало 1977 іноземців з 58 країн, серед них 280 громадян країн Євросоюзу та 61 громадянин України.

## Сусідні муніципалітети
- Бедіццоле
- Кастенедоло
- Кастільйоне-делле-Стів'єре
- Лонато-дель-Гарда
- Маццано
- Монтік'ярі

## Міста-побратими
- Шамтосо, Франція